# Genovese (misdaadfamilie)

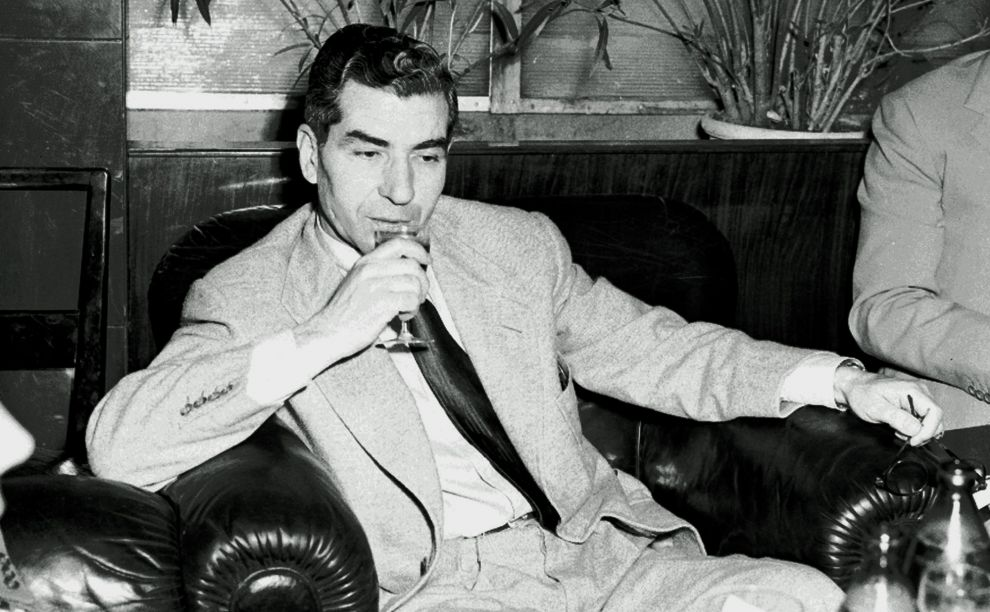
Salvatore Lucania, hoofd van de familie van 1931 tot 1946

De familie Genovese is een Amerikaanse maffiafamilie en een van de zogenoemde Five Families.
De familie, die ook wel de Rolls-Royce van de georganiseerde misdaad wordt genoemd, is qua omvang en succes alleen geëvenaard door de familie Gambino en de Chicago Outfit. Buiten New York hebben ze veel invloed op de families Patriarca, Buffalo en Philadelphia. Hoewel de familie sinds de dood van baas Vincent Gigante niet zo'n sterke leider meer lijkt te hebben, blijft zij de best georganiseerde en een van de machtigste families van de Cosa nostra. In tegenstelling tot andere families profiteert de familie van leden die zich aan de omerta houden: er hebben slechts zes leden tegen de familie getuigd, iets wat bij de andere families een stuk hoger ligt.

## Geschiedenis
De familie Genovese stamt af van de familie Morello, de eerste maffiafamilie in New York die zijn basis in East Harlem had. De Morello's kwamen oorspronkelijk uit Corleone (Sicilië) en emigreerden vanaf 1892 in grote aantallen naar New York. Ze hielden zich vooral bezig met valsmunterij, afpersing en ontvoering.